# AGROVOC
Az AGROVOC egy szakmailag felügyelt többnyelvű tezaurusz, amely az ENSZ Élelmezésügyi és Mezőgazdasági Világszervezet (FAO) valamennyi működési területét lefedi, beleértve az élelmiszer, táplálkozás, mezőgazdaság, halászat, erdészet és környezet témaköreit. 2021 szeptemberében több mint 39 200 fogalomból és 40 nyelvi verzióból állt, amelyhez kapcsolódóan 870 000 kifejezést tartalmazott (lásd [https://agrovoc.fao.org/browse/agrovoc/en/]). Az AGROVOC szerkesztési munkálatait egy szakértői közösség látja el, amelyet a FAO koordinál. Az AGROVOC fogalmi sémáját a FAO RDF/SKOS-XL formátumban, további 20 szakmai szókészlettel összehangolt módon, kapcsolt adatkészletként teszi elérhetővé.

## Történet
Az AGROVOC első verzióját az 1980-as évek elején adta ki a FAO angol, spanyol és francia nyelven, hogy egy szakmailag ellenőrzött tezaurusz alapján valósulhasson meg a mezőgazdasági tudomány és technológia területén megjelent publikációk indexelése, különösen az Agrártudomány és Technológia Nemzetközi Rendszere (AGRIS) által. Az 1990-es években az AGROVOC felhagyott a papíralapú nyomtatással, és átállt a digitális formára, az adatok tárolását pedig egy relációs adatbázis kezelte. 2004-ben előzetes kísérletek történtek az AGROVOC Web Ontology Language (OWL) való kifejezésére. Ezzel egyidejűleg kifejlesztettek egy web-alapú szerkesztőeszközt is, amelyet akkor WorkBench-nek neveztek el, ma VocBench-nek hívják. 2009-ben az AGROVOC mint SKOS forrás is elérhetővé vált.

## Használat
Az AGROVOC [http://www.w3.org/TR/skos-reference/skos-xl.html SKOS-XL fogalmi séma és Linked Open Data (LOD) Archiválva 2021. május 13-i dátummal a Wayback Machine-ben formátumban egyaránt hozzáférhetőek. Ezek az állományok lehetővé teszik a hatékonyabb adatlekérdezést, a weboldalak tartalmának kulcsszavazása révén a keresőmotorok munkájának megkönnyítését, hivatkozási alapot nyújtanak a mezőgazdasági információk szabványosabb kezeléséhez és fordításához, valamint olyan területeken is hasznosíthatók, mint az adatbányászat, a big data vagy a mesterséges intelligencia. Az AGROVOC frissített tartalma havonta kerül kiadásra, és felhasználása nyilvánosan hozzáférhető módon biztosított.

## Elérés
Az AGROVOC többféle módon is elérhető:
- Online böngészés : Az AGROVOC fogalmak keresése és böngészése a SKOSMOS felületén.
- Letöltés : RDF-SKOS (csak AGROVOC vagy AGROVOC LOD).
- Élő : SPARQL végpont.
- AGROVOC web szolgáltatáso .

## Fenntartás
Az AGROVOC karbantartásával kapcsolatos szerkesztői tevékenységeket a FAO koordinálja. Az egyes nyelvi változatok tartalmának gondozását a szerkesztők és intézményeik közössége  végzi. A közösség az AGROVOC szerkesztésére és karbantartására a VocBench eszközt használja, amely a szemantikus web és az összekapcsolt adatok kezelési igényeinek megfelelően került kialakításra. A FAO gondoskodik az AGROVOC technikai karbantartásáról, beleértve annak LOD forrásként való közzétételét is. A felhasználói támogatást és a műszaki infrastruktúrát a Tor Vergata Egyetem (Róma, Olaszország) biztosítja, amely a VocBench informatikai fejlesztését is vezeti.

## Szerzői jog és licenc
A FAO nyelveken - angolul, franciául, spanyolul, arabul, oroszul és kínaiul - megjelenő AGROVOC tartalmak szerzői joga a FAO-t, míg a többi nyelven megjelenő tartalmak szerzői joga az azokat létrehozó intézményeket illeti meg. Az AGROVOC angol, orosz, francia, spanyol, arab és kínai nyelvű tezaurusz tartalma a nemzetközi Creative Commons Attribution License (CC-BY IGO 3.0) licenc alatt áll.

## Kapcsolódó linkek
- Élelmezésügyi és Mezőgazdasági Világszervezet
- Mezőgazdasági információszervezési és tudásmenedzsment alapdokumentumok Archiválva 2007. május 24-i dátummal a Wayback Machine-ben

## Külső hivatkozások
- AGRIS
- AGROVOC
- AIMS
- FAO
- VocBench/Agricultural Ontology Server